# Küttensiefen
Küttensiefen ist ein Ortsteil der Gemeinde Much im nordrhein-westfälischen Rhein-Sieg-Kreis.

## Lage
Küttensiefen liegt auf den Hängen des Bergischen Landes an der Bundesstraße 56. Nachbarorte sind Scheid im Nordosten, Herchenrath im Süden und Markelsbach im Nordwesten.

## Geschichte
1428 wurde der Hof erstmals urkundlich erwähnt.
1901 hatte das Gehöft zehn Einwohner. Verzeichnet waren die Haushalte Maurer Wilhelm Söntgerath und die Ackererfamilien Carl, Helene und Johann Strunden.